# Comuna Bezdead, Dâmbovița
Bezdead este o comună în județul Dâmbovița, Muntenia, România, formată din satele Bezdead (reședința), Broșteni, Costișata, Măgura, Tunari și Valea Morii.

## Localizare și distanțe
Bezdead este în N-E județului Dâmbovița la granița cu Prahova, la egală distanță (15 km) între Valea Ialomiței și Valea Prahovei. 
Pucioasa se află la 10 km pe șosea de centrul Bezdeadului, Sinaia și Târgoviște la 30 km, Bucureștiul și Brașovul la 120. Vf Omu la 40 km, Marea Neagră la 320 km. Distanțele sunt mărite din cauza ocolurilor făcute de șosea printre dealuri, spre exemplu Sinaia se află la 30 km pe șosea, dar la 15 km în linie dreaptă peste dealul Talea.
Dacă vrei să ieși din Bezdead în orice direcție trebuie să urci un deal. Șoseaua asfaltată duce la Pucioasa peste dealul Mușa, spre N-E ajungi la Breaza peste dealul Costișata,  pe drum asfaltat până la granița cu județul Prahova (și se continuă cu drumul asfaltat de comuna Adunați), spre V la Buciumeni peste dealul Buciumenilor (drum asfaltat), spre S-E se ajunge în satul Ursei pe un drum de pământ abrupt și desfundat, practicabil doar cu căruța).

## Relief și climă
Bezdeadul este situat într-o depresiune perfect închisă, dominată de dealurile din jur. Altitudinea zonei construite este între 450 m și 700 m, dealurile din jur sunt mai înalte, 1020 m vârful Malău, 917 m vârful Măgurii. Dealurile sunt predominant pe bază de șisturi, zona fiind un fund de mare geologic (strat sedimentar). Una din atracțiile zonei este un versant vertical numit "Malul de răsună" (din cauza ecoului pe care îl produce), menționat de Vlahuță în România Pitorească.
Apropierea de Carpați face ca Bezdeadul să fie mai rece ca media României. Ce mai rece lună, ianuarie, are temperatura medie de circa -5 grade, cea mai caldă, iulie, de circa 25 grade. Cea mai mare temperatură a fost înregistrată în iulie 2000, 40 de grade, cea mai scăzută în ianuarie 1976, -20. De la 1 mai la 1 octombrie vremea este caldă. Prima zăpadă vine, în general, la mijlocul lui noiembrie, ultima pe la jumătatea lui martie. Precipitațiile sunt similare cu media României, 864 mm medie anuală. Vânturi sunt puține datorită reliefului de deal. Pârâul Bizdidel are de obicei un debit foarte mic (se poate trece pe bolovani), dar se transformă în viitură deseori după ploi.

## Flora și fauna
Flora e tipică Subcarpaților. Satul arată vara ca o grădină enormă, fiind acoperit total de verdeață. Păduri de fag, arin și mesteacăn predomină înconjurând satul din toate părțile. Livezile de pruni ocupă majoritatea zonelor neâmpădurite. Iepuri, căprioare, porci mistreți, lupi și chiar urși sunt prezenți în zona satului. Ciobanii si chiar locuitorii raportează constant întâlniri cu urși: în 2001 un copil a fost atacat de un urs în partea de jos a satului (zona uliței Valea Bârzii).

## Istorie
Prima atestare a satului de reședință este din 22 octombrie 1572 și apare în condica Mânăstirii Vieroși (Arhivele naționale ale României, Condica mânăstirii Vieroși, pag. 162 - 169). Satul este menționat ca fiind de moșneni, neaserviți vreunui boier sau vreunei mănăstiri. Numele satului este de origine slavă (bez  = fără, deadea = unchi, uncheș, bătrân) adică satul fără bătrâni. Se presupune că satul a fost fondat în jurul anului 1200, de familii tinere în căutare de teren, de aici denumirea. În România mai există un singur sat numit asemănător, Bezded în comuna Gârbou, județul Sălaj.
La sfârșitul secolului al XIX-lea, comuna făcea parte din plaiul Dâmbovița-Ialomița al județului Dâmbovița și avea în compunere satele Bezdead, Râmata-Costișata și Valea Leurdei, cu o populație totală de 3000 de locuitori. În comună funcționau 3 biserici și 3 școli — o școală de fete și una de băieți la Bezdead, și una mixtă la Valea Leurdei.
În 1925, comuna era inclusă în plasa Pucioasa a aceluiași județ și avea în compunere satele Bezdead, Râmata și Costișata, cu 3560 de locuitori. În 1950, comuna a fost inclusă în raionul Pucioasa din regiunea Prahova și apoi (după 1952) în raionul Târgoviște din regiunea Ploiești. În 1968, ea a absorbit și comuna vecină Măgura, și a revenit la județul Dâmbovița.

## Economie
Zootehnia este ocupația predominantă, se cresc oi, vaci, porci și păsări pentru consum propriu. Bezdedenii sunt ciobani renumiți fiind găsiți cu turme în Bucegi. "Ciobănia" este o meserie respectată și foarte veche. De asemenea se cultivă pentru consum propriu porumb, cartofi, varză, fasole, etc. Se lucrează în general fără mijloace mecanizate.
Pomicultura este practicată de aproape toată lumea, se produc în special mere și prune. IAS-ul din Buciumeni care se întindea și în Bezdead producea recolte impresionante de mere însă a fost dezafectat după 1989. Economia este practic una de subzistență, la Bezdead nu se produce mai nimic pentru a fi valorificat în afara satului. Bezdead nu vinde nimic pe piața regională sau mai departe. Exploatarea lemnului, a fructelor de pădure, pomicultura, zootehnia și în special turismul rural sunt activități care ar putea face din Bezdead o comună cu o economie considerabilă.

## Infrastructură
Bezdeadul are 2 grădinițe, 2 școli I-VIII, 3 case de cultură, 2 dispensare, un cabinet dentar, un magazin modern, 4 biserici crestin-ortodoxe si 2 de rit evanghelic etc. in ultimii 5 ani s-au construit un pod la Valea Morii, o biserica, o primărie si o gradiniță.
De asemenea, e finalizată modernizarea drumului județean catre comuna Buciumeni (doar pe teritoriul comunei Bezdead) și în curs de amenajare drumul județean care face legătura cu județul Prahova prin comuna Adunați.

## Demografie
Componența etnică a comunei Bezdead
     Români (95,48%)
     Alte etnii (0%)
     Necunoscută (4,52%)
Componența confesională a comunei Bezdead
     Ortodocși (93,68%)
     Alte religii (1,34%)
     Necunoscută (4,98%)
Conform recensământului efectuat în 2021, populația comunei Bezdead se ridică la 4.115 locuitori, în scădere față de recensământul anterior din 2011, când fuseseră înregistrați 4.595 de locuitori. Majoritatea locuitorilor sunt români (95,48%), iar pentru 4,52% nu se cunoaște apartenența etnică. Din punct de vedere confesional, majoritatea locuitorilor sunt ortodocși (93,68%), iar pentru 4,98% nu se cunoaște apartenența confesională.

## Politică și administrație
Comuna Bezdead este administrată de un primar și un consiliu local compus din 13 consilieri. Primarul, Teodora Anghelescu[*], de la Partidul Național Liberal, este în funcție din 2012. Începând cu alegerile locale din 2024, consiliul local are următoarea componență pe partide politice:
|  | Partid                    | Consilieri | Componența Consiliului | Componența Consiliului | Componența Consiliului | Componența Consiliului | Componența Consiliului | Componența Consiliului | Componența Consiliului | Componența Consiliului | Componența Consiliului | Componența Consiliului |
|  | ------------------------- | ---------- | ---------------------- | ---------------------- | ---------------------- | ---------------------- | ---------------------- | ---------------------- | ---------------------- | ---------------------- | ---------------------- | ---------------------- |
|  | Partidul Național Liberal | 10         |                        |                        |                        |                        |                        |                        |                        |                        |                        |                        |
|  | Partidul Social Democrat  | 3          |                        |                        |                        |                        |                        |                        |                        |                        |                        |                        |